# Limba dacă

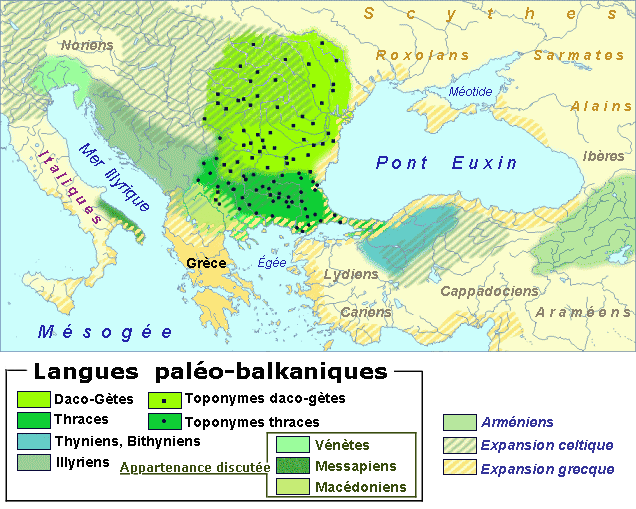
harta limbilor majoritare a Peninsulei Balcanice în perioada antică; verde deschis: limba dacă

Limba dacă a fost o limbă indo-europeană vorbită în antichitate de daci. Este considerată de unii savanți ca fiind înrudită cu limba tracă. Nu există, practic, niciun text în limba dacă a cărui autenticitate sau a cărui apartenență la această limbă să fie unanim certificată de specialiști. Există implicit ipoteze și speculații, uneori contradictorii.

## Nume dacice
Izvoarele grecești și latine transmit o serie de toponime și hidronime, precum și nume personale.
Vezi și: Listă de denumiri geografice dacice
Remarcabilă este lista de plante dacice dată de Dioscoride Pedanios .

## Scrieri
Citând o lucrare a lui Androtion, Claudius Aelianus (Felurite istorioare, VIII, 6) scrie că „se spune că dintre vechii traci nimeni nu cunoștea scrierea.” Dar tot el adaugă „Aceste informații le spune Androtion, dacă el poate fi pentru cineva un martor vrednic de încredere cu privire la cunoașterea scrisului și lipsa de învățătură a tracilor.”
Cea mai lungă inscripție în limba tracă (dar cu caractere grecești) pare să fie aceea de pe inelul de aur de la Ezerovo (Bulgaria), din secolul V a. Chr., în scriere continuă (61 semne pe 8 rânduri): РОΛΙΣΤΕΝΕΑΣΝ/ΕΡΕΝΕΑΤΙΛ/ΤΕΑΝΗΣΚΟΑ/ΡΑΖΕΑΔΟΜ/ΕΑΝΤΙΛΕΖV/ΠΤΑΜΙΗΕ/ΡΑΖ/ΗΛΤΑ, iar transcrisă cu caractere latine : ROLISTENEASN/ERENEATIL/TEANESCOA/RAZEADOM/EANTILEZY/PTAMIEE/RAZ/ELTA. Ințelesul ei nu s-a lămurit deși zeci de specialiști au incercat diverse traduceri. (D. Decev în 1914, 1915, 1952, 1957, V. Pârvan 1914, P. Kretschmer 1915, F. Ribezzo 1917, G. Seure 1920, V. Beșevliev 1927, C.G. Kurtides 1932, A. Blumenthal 1933, I.M. Kořinek 1935, Vl. Georgiev 1957, V. Pisani 1959, W. Merlingen 1960, R.Gl. Constantinescu,  ș.a.).  
O altă inscripție cunoscută este DECEBALUS PER SCORILO. A fost interpretată divers de specialiști, ca „Decebal, fiul lui Scorilo” sau ca o simplă marcă de olar. Există și ipoteza că inscripția ar fi pur și simplu în latină și deci s-ar traduce „Decebalus prin Scorilo”.
Despre un set de plăcuțe de plumb s-a susținut de nespecialiști că includ un fel de cronică dacică scrisă în limba dacă și conținând litere care în marea lor majoritate sunt de sorginte greacă. Cercetări asupra acestor plăcuțe nu au fost făcute niciodată în mod oficial, deși ele se află în subsolul Institutului de Arheologie Vasile Pârvan, neinventariate, de mai bine de un secol. Directorul institutului, Alexandru Vulpe, este printre cei care afirmă că plăcile ar fi niște falsuri, academicianul spunând, totodată, că nu i-a trebuit decât câteva ore pentru a-și da seama de acest fapt. Vasile Pârvan considera de asemenea că ele sunt falsuri, fiind cunoscute pe timpul lui Pârvan drept „falsurile lui Hasdeu”. Sunt și aceia care se întreabă, admițând validitatea ipotezei domnului academician Vulpe, de ce au mai fost păstrate tăblițele în subsolul institutului dacă acestea sunt într-adevăr falsuri. Jurnalistul Dumitru Manolache, spre exemplu, observă în cartea sa că este „surprinzător cu câtă ușurință directorul institutului recunoaște că a încălcat legea”, pentru că „este simplu de constatat că, și sub direcțiunea domniei sale, în Institutul de Arheologie există obiecte a căror proveniență este încă nedeclarată, adică nerecunoscută oficial prin documente de inventariere și prin înscrierea lor în patrimoniul institutului, sub jenantul pretext că sunt falsuri. Or această atitudine contravine legislației care reglementează domeniul respectiv.”
Marele poet roman Ovidiu, exilat la cetatea Tomis, vorbește în poemele lui „pontice” despre daci și limba lor „barbară”, afirmând că a învățat-o și chiar a scris poeme în ea, fiind apreciat pentru aceasta de daci. Dacă cele spuse de Ovidiu sunt adevărate și un volum cu poezii scrise de către Ovidiu în limba dacilor chiar a existat, trebuie să însemne că volumul  ori nu a supraviețuit până în zilele noastre, ori a fost distrus, ori pur și simplu nu a fost încă descoperit. Existența reală a poemului rămâne nedemonstrată.
Referiri la scrieri dace apar când scriitori clasici din secolul al III-lea d.Hr. și secolul al VI-lea menționează legile lui Zalmoxis și Deceneu ca fiind scrise pentru a-i instrui pe geți. 
Astfel, Iamblicus (circa 245- circa 325 e.n.) scrie „Pentru că i-a instruit pe Getae în aceste lucruri și pentru că a avut pentru ei legi scrise, Zalmoxis a fost considerat cel mai mare dintre zei.”
Iordanes despre Deceneu: „împărtășindu-le cunoștințe de fizică i-a făcut să trăiască în mod natural respectând legile lor pe care ei le au în formă scrisă până astăzi și le numesc belagine.” De fapt, legile belagine sunt legile goților, nu ale geților, termenul fiind întâlnit în Origo Gothica (555 e.n.), cu toate că autorul textului pretindea că e vorba de legi străvechi. Mai precis, e vorba de legile ostrogoților. Textul lui Iordanes nu este considerat izvor istoric de încredere, fiind menit să creeze un trecut glorios pentru noua clasă conducătoare.

## Legături cu alte limbi

### Legătura cu albaneza
Un număr restrâns de cuvinte uzuale (aproximativ 300) este prezent fie doar în limba română, fie și în limba albaneză – se presupune că acestea ar fi cuvinte moștenite de la daci. (→ Listă de cuvinte dacice)
O altă caracteristică comună cu albaneza (preluată mai târziu și de limba bulgară) este folosirea unor sufixe ca  articole hotărâte (în română -ul, -a; în albaneză -u, -a). (→ Uniunea lingvistică balcanică)